# Centropristis fuscula
Centropristis fuscula är en fiskart som beskrevs av Poey, 1861. Centropristis fuscula ingår i släktet Centropristis och familjen havsabborrfiskar. Inga underarter finns listade i Catalogue of Life.